# Миятович, Йован
Йо́ван Мия́тович (серб. Јован Мијатовић; родился 11 июля 2005, Белград) — сербский футболист, нападающий клуба «Нью-Йорк Сити», выступающий на правах аренды за клуб «Ауд-Хеверле Лёвен».

## Клубная карьера
Воспитанник футбольной академии клуба «Црвена звезда». Весной 2021 года получил серьёзную травму колена, из-за чего пропустил несколько месяцев. В сезоне 2021/22 помог молодёжной команде «Црвены звезды» выиграть чемпионский титул. С июля по сентябрь 2022 года выступал за клуб «Графичар», забив 5 голов в 8 матчах Первой лиге Сербии. В сентябре вернулся в «Црвену звезду» и был переведён в первую команду, получив футболку с номером «9», которую ранее носил Милан Павков. 13 октября 2022 года дебютировал в основном составе «Црвены звезды» в матче Лиги Европы против «Ференцвароша». 30 октября дебютировал в сербской Суперлиге в матче против «Колубары». 16 декабря 2023 года сделал хет-трик в матче против «Спартака» (Суботица).
19 февраля 2024 года перешёл в клуб MLS «Нью-Йорк Сити», подписав контракт до конца сезона 2028 с опцией продления на сезон 2029. В американской лиге дебютировал 24 февраля в матче стартового тура сезона 2024 против «Шарлотта», выйдя на замену на 61-й минуте вместо Хулиана Фернандеса.

## Карьера в сборной
Выступал за сборные Сербии до 15, до 16, до 17 и до 19 лет.

## Достижения
«Црвена звезда»
- Чемпион Сербии: 2022/23
- Обладатель Кубка Сербии: 2022/23